# گوندال پیزرا
گوندال پیزرا (فرانسوی: Gwendal Peizerat‎؛ زادهٔ ۲۱ آوریل ۱۹۷۲) اسکیت‌باز نمایشی اهل فرانسه است.
وی همچنین برندهٔ جوایزی همچون لژیون دونور (شوالیه) شده‌است.